# Alexander Bazdrigiannis
Alexander Fabian Bazdrigiannis (* 18. Februar 2002) ist ein deutsch-griechischer Fußballspieler. Der Stürmer spielt seit September 2023 für Wacker Burghausen.

## Karriere
Nach seinen Anfängen in der Jugend des TSV 1860 München wechselte er im Sommer 2013 in die Jugendabteilung des FC Bayern München. Für seinen Verein bestritt er 14 Spiele in der B-Junioren-Bundesliga und zwei Spiele in der A-Junioren-Bundesliga, bei denen ihm insgesamt vier Tore gelangen. Im Sommer 2020 erfolgte sein Wechsel in die Jugendabteilung des SC Freiburg. Für seinen Verein bestritt er bis zum Saisonabbruch in Folge der COVID-19-Pandemie drei Spiele in der A-Junioren-Bundesliga, bei denen ihm zwei Tore gelangen. In der darauffolgenden Saison wurde er in den Kader des SC Freiburg II aufgenommen, der gerade in die 3. Liga aufgestiegen war. Dort kam er auch zu seinem ersten Einsatz im Profibereich, als er am 22. August 2021, dem 4. Spieltag, bei der 0:3-Auswärtsniederlage gegen Türkgücü München in der 78. Spielminute für Yannik Engelhardt eingewechselt wurde.
Im Sommer 2022 wechselte er in die Regionalliga Bayern zum 1. FC Schweinfurt 05. Anfang September 2023 wechselte er ligaintern zu Wacker Burghausen.